# Selección femenina de fútbol de Inglaterra
La selección femenina de fútbol de Inglaterra es la selección de fútbol femenino que representa a Inglaterra; es controlada por la Asociación Inglesa de Fútbol, que está afiliada a la UEFA y a la FIFA.
Inglaterra se ha clasificado seis veces para la Copa Mundial Femenina de la FIFA, logrando los cuartos de final en 1995, 2007 y 2011, quedando tercera en 2015, cuarta en 2019 y llegando a la final por primera vez en 2023.
En la Eurocopa Femenina llegaron a la final en 1984 y 2009, y ganaron el trofeo en 2022, y repitieron el título en 2025.

## Estadísticas

### Copa Mundial
| Mundial Femenino,                      |                  |                 |                 |                 |                 |                 |                 |                 |                 |
| Año                                    | Ronda            | Posición        | PJ              | PG              | PE              | PP              | GF              | GC              | DG              |
| Italia 1970                            | Cuarto Lugar     | 4.ª             | 3               | 1               | 0               | 2               | 7               | 6               | +1              |
| México 1971                            | Fase de Grupos   | 6.ª             | 2               | 0               | 0               | 2               | 1               | 8               | -7              |
| Total                                  | 2/2              | 5.ª             | 5               | 1               | 0               | 4               | 8               | 14              | -6              |
| Mundialito Femenino                    |                  |                 |                 |                 |                 |                 |                 |                 |                 |
| Japón 1981                             | Tercer Lugar     | 3.ª             | 2               | 1               | 0               | 1               | 4               | 1               | +3              |
| Italia 1984                            | Tercer Lugar     | 3.ª             | 4               | 1               | 2               | 1               | 4               | 5               | -1              |
| Italia 1985                            | Campeón          | 1.ª             | 4               | 2               | 1               | 1               | 7               | 5               | +2              |
| Italia 1986                            | No participó     | No participó    | No participó    | No participó    | No participó    | No participó    | No participó    | No participó    | No participó    |
| Italia 1988                            | Campeón          | 1.ª             | 4               | 3               | 1               | 0               | 8               | 2               | +6              |
| Total                                  | 4/5              | 2.ª             | 14              | 7               | 4               | 3               | 23              | 13              | +10             |
| Torneo Invitación Femenino de la FIFA, |                  |                 |                 |                 |                 |                 |                 |                 |                 |
| Taiwán 1987                            | No participó     | No participó    | No participó    | No participó    | No participó    | No participó    | No participó    | No participó    | No participó    |
| China 1988                             | No participó     | No participó    | No participó    | No participó    | No participó    | No participó    | No participó    | No participó    | No participó    |
| Total                                  | 0/2              | ?               | -               | -               | -               | -               | -               | -               | -               |
| Copa Mundial Femenina de la FIFA       |                  |                 |                 |                 |                 |                 |                 |                 |                 |
| China 1991                             | No se clasificó  | No se clasificó | No se clasificó | No se clasificó | No se clasificó | No se clasificó | No se clasificó | No se clasificó | No se clasificó |
| Suecia 1995                            | Cuartos de Final | 7.ª             | 4               | 2               | 0               | 2               | 6               | 9               | -3              |
| Estados Unidos 1999                    | No se clasificó  | No se clasificó | No se clasificó | No se clasificó | No se clasificó | No se clasificó | No se clasificó | No se clasificó | No se clasificó |
| Estados Unidos 2003                    | No se clasificó  | No se clasificó | No se clasificó | No se clasificó | No se clasificó | No se clasificó | No se clasificó | No se clasificó | No se clasificó |
| China 2007                             | Cuartos de Final | 7.ª             | 4               | 1               | 2               | 1               | 8               | 6               | +2              |
| Alemania 2011                          | Cuartos de Final | 7.ª             | 4               | 2               | 2               | 0               | 6               | 3               | +3              |
| Canadá 2015                            | Tercer Lugar     | 3.ª             | 7               | 5               | 0               | 2               | 10              | 7               | +3              |
| Francia 2019                           | Cuarto Lugar     | 4.ª             | 7               | 5               | 0               | 2               | 13              | 5               | +8              |
| Australia-Nueva Zelanda 2023           | Subcampeón       | 2.ª             | 7               | 5               | 1               | 1               | 13              | 4               | +9              |
| Brasil 2027                            | Por definir      | .ª              | -               | -               | -               | -               | -               | -               | -               |
| Total                                  | 5/9              | 7.ª             | 26              | 15              | 4               | 7               | 43              | 30              | +13             |
| Total global                           | 11/18            | 6.ª             | 45              | 23              | 8               | 14              | 74              | 57              | +17             |

### Juegos Olímpicos
- Inglaterra no participa en el Torneo Olímpico de Fútbol Femenino, ya que el país no tiene su Comité Olímpico Nacional (CON). Los miembros del equipo han jugado para el equipo de fútbol olímpico femenino de Gran Bretaña en los Juegos Olímpicos de verano 2012. Dado que Inglaterra está bajo la jurisdicción de la Asociación Olímpica Británica, la competencia para un equipo de fútbol olímpico requiere el apoyo de las cuatro asociaciones de la Home Nations.

### Eurocopa Femenina
| Año                      | Ronda           | Posición        | PJ              | PG              | PE              | PP              | GF              | GC              | DG              |
| ------------------------ | --------------- | --------------- | --------------- | --------------- | --------------- | --------------- | --------------- | --------------- | --------------- |
| Europa 1984              | Subcampeón      | 2.º             | 4               | 3               | 0               | 1               | 4               | 2               | +2              |
| Noruega 1987             | Cuarto Lugar    | 4.º             | 2               | 0               | 0               | 2               | 3               | 5               | -2              |
| Alemania 1989            | No se clasificó | No se clasificó | No se clasificó | No se clasificó | No se clasificó | No se clasificó | No se clasificó | No se clasificó | No se clasificó |
| Dinamarca 1991           | No se clasificó | No se clasificó | No se clasificó | No se clasificó | No se clasificó | No se clasificó | No se clasificó | No se clasificó | No se clasificó |
| Italia 1993              | No se clasificó | No se clasificó | No se clasificó | No se clasificó | No se clasificó | No se clasificó | No se clasificó | No se clasificó | No se clasificó |
| Inglaterra-Alemania 1995 | Cuarto Lugar    | 4.º             | 2               | 0               | 0               | 2               | 2               | 6               | -4              |
| Noruega-Suecia 1997      | No se clasificó | No se clasificó | No se clasificó | No se clasificó | No se clasificó | No se clasificó | No se clasificó | No se clasificó | No se clasificó |
| Alemania 2001            | Fase de grupos  | 8.º             | 3               | 0               | 1               | 2               | 1               | 8               | -7              |
| Inglaterra 2005          | Fase de grupos  | 7.º             | 3               | 1               | 0               | 2               | 4               | 5               | -1              |
| Finlandia 2009           | Subcampeón      | 2.º             | 6               | 3               | 1               | 2               | 12              | 14              | -2              |
| Suecia 2013              | Fase de grupos  | 12.º            | 3               | 0               | 1               | 2               | 3               | 7               | -4              |
| Países Bajos 2017        | Semifinales     | 3.º             | 5               | 4               | 0               | 1               | 11              | 4               | +7              |
| Inglaterra 2022          | Campeón         | 1.º             | 6               | 6               | 0               | 0               | 22              | 2               | +20             |
| Suiza 2025               | Campeón         | 1.º             | 6               | 3               | 2               | 1               | 16              | 7               | +9              |
| Total                    | 9/13            | 4.ª             | 40              | 20              | 5               | 15              | 78              | 60              | +18             |

## Liga de Naciones
| Liga de Naciones Femenina de la UEFA | Liga de Naciones Femenina de la UEFA | Liga de Naciones Femenina de la UEFA | Liga de Naciones Femenina de la UEFA | Liga de Naciones Femenina de la UEFA | Liga de Naciones Femenina de la UEFA | Liga de Naciones Femenina de la UEFA | Liga de Naciones Femenina de la UEFA | Liga de Naciones Femenina de la UEFA | Liga de Naciones Femenina de la UEFA |
| Año                                  | Liga                                 | Grupo                                | Posición                             | PJ                                   | PG                                   | PE                                   | PP                                   | GF                                   | GC                                   |
| ------------------------------------ | ------------------------------------ | ------------------------------------ | ------------------------------------ | ------------------------------------ | ------------------------------------ | ------------------------------------ | ------------------------------------ | ------------------------------------ | ------------------------------------ |
| 2023-24                              | A                                    | 1                                    | Segundo lugar                        | 6                                    | 4                                    | 0                                    | 2                                    | 15                                   | 8                                    |
| Total                                | Total                                | Total                                | Total                                | 6                                    | 4                                    | 0                                    | 2                                    | 15                                   | 8                                    |

### Torneos amistosos
| Año                                   | Ronda          | Posición  | PJ | G  | E  | P  | GF  | GC |
| ------------------------------------- | -------------- | --------- | -- | -- | -- | -- | --- | -- |
| 1976 Pony Home Championship           | Campeón        | 1.º       | 2  | 2  | 0  | 0  | 9   | 1  |
| 1969 Unofficial European Championship | Tercer lugar   | 3.º       | 2  | 1  | 0  | 1  | 5   | 4  |
| 1979 Unofficial European Championship | Semifinal      | 4.º       | 4  | 2  | 1  | 1  | 6   | 4  |
| 1981 Mundialito                       | Fase de grupo  | 3.º       | 2  | 1  | 0  | 1  | 4   | 1  |
| 1984 Mundialito                       | Semifinal      | 3.º       | 4  | 0  | 2  | 2  | 3   | 6  |
| 1985 Mundialito                       | Campeón        | 1.º       | 2  | 3  | 1  | 1  | 13  | 5  |
| 1988 Mundialito                       | Campeón        | 1.º       | 4  | 3  | 1  | 0  | 8   | 2  |
| Copa Norteamérica 1990                | Fase de grupos | 3.º       | 4  | 1  | 1  | 2  | 3   | 7  |
| 2002 Algarve Cup                      | Fase de grupos | 9.º       | 4  | 1  | 0  | 3  | 8   | 12 |
| 2005 Algarve Cup                      | Fase de grupos | 8.º       | 4  | 3  | 1  | 0  | 13  | 0  |
| 2007 Four Nations Tournament          | Fase de grupos | 4.º       | 3  | 0  | 2  | 1  | 3   | 0  |
| 2009 Cyprus Cup                       | Campeón        | 1.º       | 4  | 3  | 1  | 0  | 14  | 3  |
| 2010 Cyprus Cup                       | Fase de grupos | 5.º       | 4  | 2  | 1  | 1  | 6   | 5  |
| 2010 Peace Queen Cup                  | Fase de grupos | 2.º       | 2  | 0  | 2  | 0  | 0   | 0  |
| 2011 Cyprus Cup                       | Fase de grupos | 5.º       | 4  | 2  | 0  | 2  | 4   | 4  |
| 2012 Cyprus Cup                       | Fase de grupos | 4.º       | 4  | 2  | 0  | 2  | 5   | 7  |
| 2013 Cyprus Cup                       | Campeón        | 1.º       | 4  | 3  | 1  | 0  | 12  | 7  |
| 2014 Cyprus Cup                       | Final          | 2.º       | 4  | 3  | 0  | 1  | 7   | 2  |
| 2015 Cyprus Cup                       | Campeón        | 1.º       | 4  | 3  | 1  | 0  | 8   | 2  |
| Copa SheBelieves 2016                 | Fase de grupos | 3.º       | 3  | 0  | 1  | 2  | 1   | 3  |
| Copa SheBelieves 2017                 | Fase de grupos | 3.º       | 3  | 1  | 0  | 2  | 2   | 3  |
| Copa SheBelieves 2018                 | Finalista      | 2.º       | 3  | 1  | 1  | 1  | 6   | 4  |
| Copa SheBelieves 2019                 | Campeón        | 1.º       | 3  | 2  | 1  | 0  | 7   | 3  |
| Copa SheBelieves 2020                 | Fase de grupos | 3.º       | 3  | 1  | 0  | 2  | 1   | 3  |
| Total                                 |                | 7 títulos | 80 | 40 | 18 | 25 | 148 | 88 |

## Palmarés
| Competición            | Títulos        | Subcampeonatos | Tercer lugar |
| ---------------------- | -------------- | -------------- | ------------ |
| Copa mundial de futbol |                | 1 (2023)       | 1 (2015)     |
| Eurocopa               | 2 (2022, 2025) | 2 (1984, 2009) | 1 (2017)     |
| Finalissima            | 1 (2023)       |                |              |
| Total                  | 3              | 3              | 2            |

## Últimos y próximos encuentros
| Fecha      | Ciudad    | Local      | Resultado      | Visitante      | Competición                              |
| ---------- | --------- | ---------- | -------------- | -------------- | ---------------------------------------- |
| 25-10-2024 | Londres   | Inglaterra | 3:4            | Alemania       | Partido amistoso                         |
| 29-10-2024 | Coventry  | Inglaterra | 2:1            | Sudáfrica      | Partido amistoso                         |
| 30-11-2024 | Londres   | Inglaterra | 0:0            | Estados Unidos | Partido amistoso                         |
| 03-12-2024 | Sheffield | Inglaterra | 1:0            | Suiza          | Partido amistoso                         |
| 21-02-2025 | Portimão  | Portugal   | 1:1            | Inglaterra     | Liga de Naciones Femenil de la UEFA 2025 |
| 26-02-2025 | Londres   | Inglaterra | 1:0            | España         | Liga de Naciones Femenil de la UEFA 2025 |
| 04-04-2025 | Bristol   | Inglaterra | 5:0            | Bélgica        | Liga de Naciones Femenil de la UEFA 2025 |
| 08-04-2025 | Lovaina   | Bélgica    | 3:2            | Inglaterra     | Liga de Naciones Femenil de la UEFA 2025 |
| 30-05-2025 | Londres   | Inglaterra | 6:0            | Portugal       | Liga de Naciones Femenil de la UEFA 2025 |
| 03-06-2025 | Barcelona | España     | 2:1            | Inglaterra     | Liga de Naciones Femenil de la UEFA 2025 |
| 29-06-2025 | Leicester | Inglaterra | 7:0            | Jamaica        | Partido amistoso                         |
| 05-07-2025 | Zúrich    | Francia    | 2:1            | Inglaterra     | Eurocopa Femenina 2025                   |
| 09-07-2025 | Zúrich    | Inglaterra | 4:0            | Países Bajos   | Eurocopa Femenina 2025                   |
| 13-07-2025 | San Galo  | Inglaterra | 6:1            | Gales          | Eurocopa Femenina 2025                   |
| 17-07-2025 | Zúrich    | Suecia     | 2:2 (2:3 pen.) | Inglaterra     | Eurocopa Femenina 2025                   |
| 22-07-2025 | Ginebra   | Inglaterra | 2:1 (t.s.)     | Italia         | Eurocopa Femenina 2025                   |
| 27-07-2025 | Basilea   | Inglaterra | 1:1 (3:1 pen.) | España         | Eurocopa Femenina 2025                   |

## Jugadoras

### Última convocatoria
Jugadoras convocadas para la Eurocopa Femenina 2025. Sophie Baggaley, Laura Blindkilde Brown, Missy Bo Kearns y Lucy Parker fueron nombradas como jugadoras de reserva. Los números de los dorsales fueron revelados el 25 de junio de 2025.
Entrenadora:  Sarina Wiegman
| No. | Pos. | Jugadora           | Fecha de nacimiento (edad)         | Apa. | Goles | Club                   |
| --- | ---- | ------------------ | ---------------------------------- | ---- | ----- | ---------------------- |
| 1   | POR  | Hannah Hampton     | 16 de noviembre de 2000 (24 años)  | 16   | 0     | Chelsea                |
| 13  | POR  | Anna Moorhouse     | 30 de enero de 1995 (30 años)      | 0    | 0     | Orlando Pride          |
| 21  | POR  | Khiara Keating     | 27 de junio de 2004 (21 años)      | 0    | 0     | Manchester City        |
|     |      |                    |                                    |      |       |                        |
| 2   | DEF  | Lucy Bronze        | 28 de octubre de 1991 (33 años)    | 134  | 19    | Chelsea                |
| 3   | DEF  | Niamh Charles      | 21 de junio de 1999 (26 años)      | 24   | 0     | Chelsea                |
| 5   | DEF  | Alex Greenwood     | 7 de septiembre de 1993 (31 años)  | 99   | 7     | Manchester City        |
| 6   | DEF  | Leah Williamson    | 29 de marzo de 1997 (28 años)      | 58   | 5     | Arsenal                |
| 12  | DEF  | Maya Le Tissier    | 18 de abril de 2002 (23 años)      | 8    | 0     | Manchester United      |
| 15  | DEF  | Esme Morgan        | 18 de octubre de 2000 (24 años)    | 14   | 0     | Washington Spirit      |
| 16  | DEF  | Jess Carter        | 27 de octubre de 1997 (27 años)    | 45   | 2     | Gotham FC              |
| 22  | DEF  | Lotte Wubben-Moy   | 11 de enero de 1999 (26 años)      | 13   | 1     | Arsenal                |
|     |      |                    |                                    |      |       |                        |
| 4   | MED  | Keira Walsh        | 8 de abril de 1997 (28 años)       | 87   | 1     | Chelsea                |
| 8   | MED  | Georgia Stanway    | 3 de enero de 1999 (26 años)       | 78   | 22    | Bayern Múnich          |
| 10  | MED  | Ella Toone         | 2 de septiembre de 1999 (25 años)  | 59   | 21    | Manchester United      |
| 14  | MED  | Grace Clinton      | 31 de marzo de 2003 (22 años)      | 11   | 3     | Manchester United      |
| 20  | MED  | Jess Park          | 21 de octubre de 2001 (23 años)    | 19   | 3     | Manchester City        |
|     |      |                    |                                    |      |       |                        |
| 7   | DEL  | Lauren James       | 29 de septiembre de 2001 (23 años) | 28   | 7     | Chelsea                |
| 9   | DEL  | Beth Mead          | 9 de mayo de 1995 (30 años)        | 68   | 36    | Arsenal                |
| 11  | DEL  | Lauren Hemp        | 7 de agosto de 2000 (25 años)      | 64   | 18    | Manchester City        |
| 17  | DEL  | Michelle Agyemang  | 3 de febrero de 2006 (19 años)     | 1    | 1     | Brighton & Hove Albion |
| 18  | DEL  | Chloe Kelly        | 15 de enero de 1998 (27 años)      | 53   | 8     | Arsenal                |
| 19  | DEL  | Aggie Beever-Jones | 27 de julio de 2003 (22 años)      | 8    | 5     | Chelsea                |
| 23  | DEL  | Alessia Russo      | 8 de febrero de 1999 (26 años)     | 51   | 23    | Arsenal                |

## Entrenadores
- Eric Worthington (1972)
- Adams (interino 1973)
- Tom Tranter (1973–1979)
- Sims (interino 1979)
- Mike Rawding (interino 1979)
- Martin Reagan (1979–1990)
- Barrie Williams (1991)
- John Bilton (1991–1993)
- Ted Copeland (1993–1998)
- Dick Bate (interino 1998)
- Hope Powell (1998–agosto 2013)
- Brent Hills (interino 2013)
- Mark Sampson (diciembre 2013–septiembre 2017)
- Mo Marley (interino 2017)
- Phil Neville (enero 2018–enero 2021)
- Hege Riise (enero–julio 2021)
- Sarina Wiegman (septiembre 2021–)